# Marmolejo
Marmolejo is een gemeente in de Spaanse provincie Jaén in de regio Andalusië met een oppervlakte van 178 km². Marmolejo telt 7.053 inwoners (1 januari 2016).

## Demografische ontwikkeling
Bron: INE, 1857-2011: volkstellingen